# Alchemilla aranica
Alchemilla aranica är en rosväxtart som beskrevs av S. Fröhner. Alchemilla aranica ingår i släktet daggkåpor, och familjen rosväxter. Inga underarter finns listade i Catalogue of Life.